# 甘斯沃爾特 (紐約州)
甘斯沃爾特（英語：Gansevoort）是位於美國紐約州薩拉托加縣的非建制地區。

## 歷史
甘斯沃爾特的郵局自1836年營運至今。

## 地理
甘斯沃爾特所處的海拔為高於海平面74米（即243英呎），而該地所採用的時區為UTC-5，即北美东部时区（EST）。同時該地設有夏令時間，為UTC-5調快一小時，即UTC-4（EDT）。